# Плав (річка)
Плав — річка в Україні (в межах Житомирської та Рівненської областей) та в Білорусі (в межах Гомельської області. Права притока Ствиги (басейн Прип'яті). 
Бере початок з боліт в Олевському районі Житомирської області, на північний захід від села Юрове. Тече Поліською низовиною на північний захід. Впадає до Ствиги на території Білорусі. 
Довжина Плаву 46 км, площа басейну 419 км². Долина невиразна, широка (до 5—6 км). Заплава заболочена, симетрична. Ширина річища пересічно 4 м. Похил річки 0,87 м/км. Є кілька ставів (найбільший — біля села Кам'яного). У середній та нижній течії річка приймає в себе чимало каналів осушувальної системи.